# Trigonospora khamptorum
Trigonospora khamptorum är en kärrbräkenväxtart som först beskrevs av Holtt., och fick sitt nu gällande namn av Irud. och Manickam. Trigonospora khamptorum ingår i släktet Trigonospora och familjen Thelypteridaceae. Inga underarter finns listade.